# Beverly Kinch
Beverly Kinch (Reino Unido, 14 de enero de 1964) es una atleta británica retirada especializada en la prueba de 4 x 100 m, en la que ha conseguido ser medallista de bronce europea en 1990.

## Carrera deportiva
En el Campeonato Europeo de Atletismo en Pista Cubierta de 1984 ganó la medalla de oro en los 60 metros, con un tiempo de 7.16 segundos, por delante de la búlgara Anelia Nuneva (plata con 7.23 segundos) y la neerlandesa Nelli Cooman  (bronce también con 7.23 segundos).
En el Campeonato Europeo de Atletismo de 1990 ganó la medalla de bronce en los relevos 4 x 100 metros, con un tiempo de 43.32 segundos, llegando a meta tras Alemania del Este y Alemania del Oeste, siendo sus compañeras de equipo: Stephanie Douglas, Paula Thomas y Simone Jacobs.